# Rock & Pop (Chile)
Rock & Pop é uma estação de rádio chilena localizada no mostrador FM de 94.1 MHz em Santiago no Chile. Ele também transmite com sua rede de repetidores, no canal 661 (com D-Box) do operador de cabo VTR e via Internet no resto do país e em todo o mundo. Pertencendo ao consórcio Ibero Americano de Radio Chile.

## Gestão e administração
O rádio foi dirigido desde seus inícios até maio 2004 por Marcelo Aldunate Lazo, atual diretor musical da Ibero Americana Radio Chile. Em sua substituição e até outubro de 2006 foi dirigido por um de seus anunciadores históricos: Patricio "Pato" Cuevas. Após sua partida, ele foi sucedido por Mauricio Soto Burgos e Rodrigo Álvarez Araya em 2007. Em 2008, Sergio Cancino (atual locutor e diretor de rádio Radio Concierto assumiria o comando e depois assumiu Carlos Costas entre 2010 e outubro de 2014 (diretor atual do ADN Radio Chile). Rodrigo Ulloa estava no comando entre outubro de 2014 e março de 2016. Atualmente e desde março de 2016, o rádio é dirigido por outro dos seus anunciadores e produtores históricos, Jorge Lira Tomicic.

## Anunciantes

### Atual
- Jorge Lira
- Francisco Tapia Robles
- Nicolás "Nico" Castro
- Vicente García-Huidobro Opazo
- Jocelyn "Joce" Acuña
- Rocío Novoa
- Davor Gjuranovic

### Histórico
- Iván Valenzuela
- Patricio "Pato" Cuevas
- Pablo Aranzáes
- Alfredo Lewin
- José Miguel Villouta
- Blanca Lewin
- Roberto Artiagoitía "El Rumpy"
- Rolando Ramos
- Carlos Costas
- Sergio Lagos
- Christian Aguayo
- Freddy Guerrero
- Cristián Jara "DJ Black"
- Karin Yanine
- Patricio Muñoz
- Valeria Peña
- Jorge David "Dr.Zombie"
- Nicolás Copano
- Humberto Sichel
- Cote Correa
- Matilda Svensson
- Ignacio Lira
- Chico Jano
- Jean Philippe Cretton

### Marca e continuidade
- Jaime Muñoz Villarroel (1992-2010)
- Víctor Manuel Espinoza (2011-2013)
- Mauricio Torres (2013-)

## Freqüências antigas
- 102.5 MHz (Arica); hoje Radio Corporación, não tem relação com IARC.
- 106.3 MHz (Antofagasta); hoje Inicia Radio, não tem relação com IARC.
- 105.1 MHz (Copiapó); hoje Radio María no 105.3, não tem relação com IARC, movido pela lei de rádios comunitárias e 104.9 MHz; hoje Radio Futuro.
- 105.5 MHz (Algarrobo); hoje Inolvidable FM, não tem relação com IARC.
- 93.1 MHz (Valparaíso/Viña del Mar/Quilpué); hoje Radio Concierto.
- 100.3 MHz (Rancagua); hoje Radio Armonía, não tem relação com IARC e 103.7 MHz; hoje ADN Radio Chile.
- 89.1 MHz (Villarrica); hoje Los 40.
- 102.3 MHz (Valdivia); hoje Radio Concierto.
- 93.5 MHz (Osorno); hoje Radio Activa.
- 89.9 MHz (Puerto Montt); hoje Corazón FM.
- 97.7 MHz (Punta Arenas); hoje My Radio, não tem relação com IARC.